# Алутиик
Алутиик (также «алютик», «алутик», кадьякские эскимосы, сюгпиак, сугпиак, каняги, коняги) — эскимосский прибрежный народ, населяющий южную Аляску. Название «алутиик» происходит от русского слова алеут, которым этот народ стали называть русские промышленники по ошибке. Говорят на алютикском языке, принадлежащем к юпикской семье эскимосских языков. Алутиик не следует путать с алеутами, так как последние живут дальше на юго-запад, в том числе на Алеутских островах. Алутиикский термин для «алеутов» — Alutiiq, а себя они называют «сугпиак». Термины «сугпиак», «алеут» и «алутиик» используются соответственно личным предпочтениям.
Алутиик традиционно живут у водоёмов, питаясь лососем, палтусом и китами, а также собирая растущие у поселений ягоды и охотясь на живущих в окрестностях млекопитающих. До контакта с европейцами в лице российских торговцев мехами алутиик жили в полуподземных домах «чикллуак» (англ. ciqlluak). В XXI веке алутиик живут в прибрежных рыбных хозяйствах, где частично поддерживают традиционный образ жизни. В 2010 году в школе города Кадьяка по запросам учеников начали преподавать алютикский язык. Кадьякский диалект алютикского находится под угрозой вымирания: им владеет 50 пожилых алутиик.

## Резня в Авауке
В 1784 году конфликт между алутиик и российскими промышленниками во главе с Григорием Шелиховым привёл к массовым убийствам алутиик — в англоязычной литературе это событие получило наименование «резня в Авауке» (англ. Awa'uq Massacre)). Конфликт произошёл на острове Ситкалидак у поселения Олд-Харбор. Российские промышленники убили несколько сотен мужчин, женщин и детей, количество жертв в разных источниках оценивается в 500, 2000 и 2500—3000. После атаки на Аваук Шелихов захватил в плен (по собственным подсчётам) более тысячи человек, 400 из них он держал в заложниках. После резни алутиик полностью подчинились русским.
1784—1818 годы называют «самым тёмным периодом истории алутиик», он кончился со сменой руководства Российско-американской компании.
Спустя полвека Арсентий Аминак, алутиик-очевидец тех событий, передал свои воспоминания финскому натуралисту и этнографу Хенрику Хольмбергу (встречаются варианты Henrik Johan Holmberg и Heinrich Johann Holmberg), который делал отчёт для губернатора Аляски. Хенрик записал следующее:

Русские пришли в поселение и устроили ужасающую кровавую баню. Всего несколько людей смогли бежать в Ангяхталек в байдарках; 300 алутиик застрелили русские. Это произошло в апреле. Когда наши люди пришли на то же самое место летом, вонь от трупов была столь сильна, что никто не смог там находиться. Остров с тех пор необитаем. После этого все вожди были вынуждены отдать своих детей в заложники, я смог спастись только благодаря мольбам отца и множеству шкур морской выдры.
Оригинальный текст (англ.)The Russians went to the settlement and carried out a terrible blood bath. Only a few [people] were able to flee to Angyahtalek in baidarkas; 300 Koniags were shot by the Russians. This happened in April. When our people revisited the place in the summer the stench of the corpses lying on the shore polluted the air so badly that none could stay there, and since then the island has been uninhabited. After this every chief had to surrender his children as hostages; I was saved only by my father's begging and many sea otter pelts.
— Heinrich J. Holmberg. Holmberg's Ethnographic Sketches. — Limestone Press, 1985. — С. 59.

### Комментарии
1. ↑  то есть промысловики: рыболовы, ловцы тюленей, охотники и пр.

### Сноски
1. ↑  "Alutiiq / Suqpiaq Nation" Архивная копия от 5 февраля 2022 на Wayback Machine, Alutiiq Museum
2. ↑  Таксами, 2002.
3. ↑  Тишков, 1998, p. 513, 635.
4. 1 2  Островский, 2002, p. 109.
5. ↑  Меновщиков, 1983, p. 18—19.
6. ↑  Ярцева, 2005.
7. ↑  Меновщиков, 1988.
8. ↑  ВД РАН, 2002.
9. 1 2  ЭО, 2007.
10. ↑  Тишков, 1988.
11. ↑  Тишков, 1998.
12. ↑  Минц, 2007.
13. ↑  Мурашко, 2003.
14. ↑  Чулковъ М. Историческое описаніе россійской коммерціи при всѣхъ портахъ и границахъ Архивная копия от 7 сентября 2018 на Wayback Machine. — М., 1785. — Т. 3 — Кн. 2 — С. 552—554.
15. ↑  Ю. Е. Березкин, Аборигены Америки: Предметы и представления, 2005.
16. ↑  Richmond, 2011.
17. ↑  Genealogytraits, 1893.
18. ↑  EPWSLA, 2008, p. 46.
19. ↑  Holton.
20. ↑  Краусс, 1990, p. 205—213.
21. ↑  MNH.
22. ↑  Resnick, 2010.
23. ↑  Haakanson, 2010.
24. ↑  Afognak timeline.
25. ↑  Keeker, 2003.
26. 1 2  Fitzhugh, 2003.
27. ↑  Afognak, 2008.
28. ↑  Reuters, 2013.
29. ↑  Crowell, 2001.
30. ↑  Black, 1992.
31. ↑  Miller, 2010.

### На русском
- Аборигены Америки: предметы и представления. — Музей антропологии и этнографии им. Петра Великого (Кунсткамера), 2005. — С. 228—233.
- Археологические вести. — Институт истории материальной культуры, 2003. — С. 264, 275.
- Вестник Дальневосточного отделения Российской академии наук. — Президиум ДВО РАН, 2002. — С. 35.
- Материалы полевых исследований МАЭ РАН. — Музей антропологии и этнографии им. Петра Великого (Кунсткамера), 2006. — С. 127—131.
- Сборник Музея антропологии и этнографии. — Академия наук СССР, 2005. — С. 229—233.
- Труды факультета этнологии. — Европейский университет в Санкт-Петербурге, 2001.
- Этнографическое обозрение. — Наука, 1982. — С. 116.
- Этнографическое обозрение. — Институт этнологии и антропологии им. Н.Н. Миклухо-Маклая: Наука, 2007. — С. 103, 115.
- Этнографическое обозрение. — Наука, 2008. — С. 13.
- Николай Дмитриевич Андреев. Социальное и системное на различных уровнях языка. — 1986. — С. 60.
- Е. Э. Берёзкин. Bridge Over the Sea: The Peopling of the New World and the Mythology of the American Indians and Eskimos. — Edwin Mellen Press, 2001. — С. 22, 258, 344.
- Юрий Евгеньевич Берёзкин. Тлинкиты: каталог коллекции Кунсткамеры. — Кунсткамера, 2005. — С. 97.
- Илья Самойлович Гурвич, Институт этнографии имени Н.Н. Миклухо-Маклая. Традиционные культуры Северной Сибири и Северной Америки: труды советско-американской группы по сотрудничеству в области изучения взаимодействия аборигенных народов и культур Северной Сибири и Северной Америки. — Наука, 1981. — С. 171.
- Антонина Ивановна Коваль. Язык, Африка, фульбе; сборник научных статей Антонины Ивановны Коваль. — Европейский дом, 1998. — С. 40—43.
- Роза Гавриловна Ляпунова. Алеуты: очерки этнической истории. — Наука, 1987. — С. 175.
- Георгий Алексеевич Меновщиков, Николай Борисович Вахтин. Эскимосский язык. — Просвещение, 1983. — С. 18—19.
- Меновщиков, Георгий Алексеевич. Материалы и исследования по языку и фольклору чаплинских эскимосов. — Наука, 1988. — С. 4.
- Лев Миронович Минц. Большая энциклопедия народов : для школьников и студентов. — ОЛМА Медиа Групп, 2007. — С. 613. — ISBN 9785373010535.
- Ольга Ануфриевна Мурашко. Участие коренных народов в политической жизни стран циркумполярного региона : Российская реальность и зарубежный опыт. — Министерство иностранных дел Дании, 2003. — С. 76, 79, 89.
- Александр Борисович Островский. Музей, традиции, этничность XX—XXI вв. — Нестор-Хистория, 2002. — С. 109.
- Наталия Таксами. Коренное население Аляски накануне третьего тысячелетия. — Наука, 2002. — С. 363, 367, 373.
- Валерий Александрович Тишков, Эдуард Григорьевич Александренков. Экология американских индейцев и эскимосов: проблемы индеанистики. — Наука, 1988. — С. 65—66.
- Народы и религии мира: энциклопедия / Валерий Александрович Тишков. — Большая Российская Энциклопедия, 1998. — С. 513, 653.
- Валерий Александрович Тишков. Америка после Колумба. — Наука, 1992. — С. 84.
- Виктория Николаевна Ярцева. Языки Российской Федерации и соседних государств. — Наука, 2005. — С. 180.

### На английском
- The Afognak Alutiiq People: Our History and Culture (англ.). Afognak Native Corporation (2008). Дата обращения: 15 ноября 2014. Архивировано из оригинала 13 ноября 2013 года.
- Afognak Village Timeline. Afognak Native Corporation. Дата обращения: 15 ноября 2014.
- Lydia T. Black. The Russian Conquest of Kodiak // Anthropological Papers of the University of Alaska. — 1992. — Т. 24, № 1—2.
- Braund, Stephen R. & Associates. Effects of the Exxon Valdez Oil Spill on Alutiiq Culture and People. — Stephen R. Braund & Associates, 1993.
- Crowell, Aron, Amy F. Steffian, and Gordon L. Pullar. University of Alaska Press // Looking Both Ways; Heritage and Identity of the Alutiiq People. — 2001. — ISBN 1-889963-30-5.
- East Prince William Sound Landscape Assessment. East Prince William Sound Landscape Assessment (англ.) (9 сентября 2008). Дата обращения: 15 ноября 2014.
- Ben Fitzhugh. The Evolution of Complex Hunter-Gatherers: archaeological evidence from the North Pacific. — Kluwer Academic/Plenum Publishers, 2003.
- United States Census Office. Report on Population and Resources of Alaska at the Eleventh Census: 1890 (1893).
- Sven Haakanson. Written Voices Become History. — Left Coast press, 2010.
- Harvey, Lola. Derevnia’s Daughters, Saga of an Alaskan Village. — 1991. — ISBN 0-89745-135-X.
- Holton, Gary. Mapping Alaska's Native languages. Alaska Native Language Center. — «Names derived from a combination of Russian and Native words include: Alutiiq, from the Russian word Aleut; plus the Russian plural suffix -y; plus the Native singular suffix -q». Дата обращения: 15 ноября 2014. Архивировано из оригинала 6 января 2015 года.
- Korry Keeker. What it means to be Alutiiq // JUNEAU EMPIRE. — 2003. Архивировано 4 января 2013 года.
- Майкл Краусс. Alaska Native Languages in Russian America. — Washington State Historical Society, 1990.
- Lee, Molly. „If It’s Not a Tlingit Basket, Then What Is It?“: Toward the Definition of an Alutiiq Twined Spruce Root Basket Type // Arctic Anthropology. — 2006. — С. 164.
- Miller, Gwenn A. Kodiak Kreol: Communities of Empire in Early Russian America (англ.). — Ithaca, NY: Cornell University Press, 2010. — ISBN 978-0-8014-4642-9.
- Luehrmann, Sonja. Alutiiq Villages Under Russian and U.S. Rule. — University of Alaska Press, 2008. — ISBN 978-1-60223-010-1.
- Mishler, Craig. Aurcaq: Interruption, Distraction, and Reversal in an Alutiiq Men’s Dart Game // The Journal of American Folklore. — 1997. — Т. 110, № 436. — С. 189—202.
- Mishler, Craig. Black Ducks and Salmon Bellies: An Ethnography of Old Harbor and Ouzinkie, Alaska. — Donning Company Publishers, 2003.
- Mishler, Craig, and Rachel Mason. Alutiiq Vikings: Kinship and Fishing in Old Harbor, Alaska // Human Organization : Journal of the Society for Applied Anthropology. — 1996. — Т. 55, № 3. — С. 263—269.
- About the Alutiiq People.
- Mulcahy, Joanne B. Birth & Rebirth on an Alaskan Island; The Life of an Alutiiq Healer. — University of Georgia Press, 2001. — ISBN 0-8203-2253-9.
- Partnow, Patricia H. Making History Alutiiq/Sugpiaq Life on the Alaska Peninsula. — University of Alaska Press, 2001. — ISBN 1-889963-38-0.
- Jacob Resnick. Kodiak High School Adding Alutiiq Language Class. Alaska Public Radio Network (17 декабря 2010). Дата обращения: 15 ноября 2014.
- Laurie Shannon Richmond. Regulating a Mystery: Science, colonialism, and the politics of knowing in the Pacific halibut commons. — 2011. Архивировано 24 января 2013 года.
- Yereth Rosen. Grounded Shell Oil Rig Off Alaska Coast Still Has No Flooding Or Sheening, Despite Damage // Reuters. — 2013.
- Simeonoff, Helen J., and A. L. Pinart. Origins of the Sun and Moon Alutiiq Legend from Kodiak Island, Alaska, Collected by Alphonse Louis Pinart, March 20, 1872. — H.J. Simeonoff, 1996.